# 潘泰埃拉姆卡武
潘泰埃拉姆卡武（Pantheeramkavu），是印度喀拉拉邦Kozhikode县的一个城镇。总人口24495（2001年）。

## 人口
该地2001年总人口24495人，其中男性12164人，女性12331人；0—6岁人口2790人，其中男1449人，女1341人；识字率84.03%，其中男性为86.39%，女性为81.70%。